# Fiat 15
Fiat Tipo 15 este un camion militar produs de Fiat Veicoli Industriali. Introdus în 1911, Tipo 15 a fost utilizat de Armata Regală Italiană în Războiul Italo-Turc și în Primul Război Mondial. Acesta a fost, de asemenea, produs în Uniunea Sovietică sub denumirea de AMO F-15.

## Creare și design
În 1909, Armata Regală Italiană a solicitat un camion ușor multirol pentru transportul personalului și al materialelor. Proiectat de Carlo Cavalli, Fiat Veicoli Industriali a prezentat Fiat 15. Acesta a introdus o inovație tehnică importantă pentru vehiculele de acest tip: utilizarea unei pompe de combustibil care a înlocuit alimentarea prin gravitație. Camionul a intrat în serviciu militar în 1911 sub denumirea de Fiat 15 bis și a fost utilizat intens în Războiul Italo-Turc. A fost supranumit "Libya", deoarece era destinat utilizării în această colonie. În 1913, Fiat a introdus modelul Fiat 15 Ter, echipat cu un motor mai puternic.
În timpul Primului Război Mondial, producția sa pentru forțele armate a fost completată de cea a camionului Fiat 18.Șasiul camionului civil

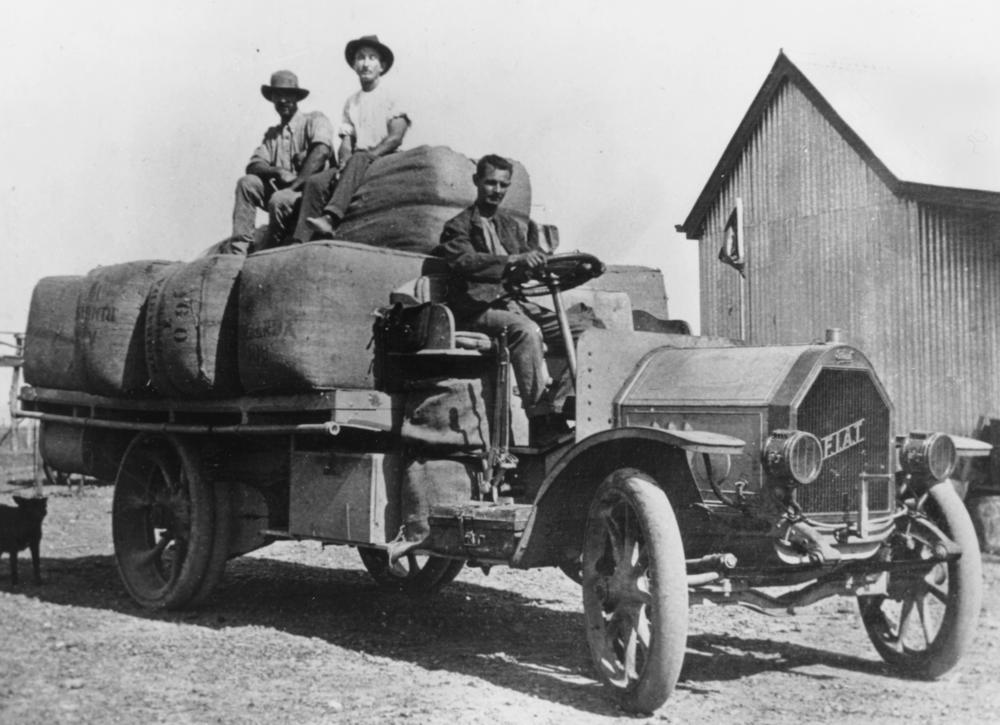
Camion civil Fiat 15 încărcat cu baloturi de lână, sud de Winton, Queensland, circa 1915

Șasiul camionului civil a fost utilizat și pentru realizarea autobuzelor și a mașinilor de pompieri pentru pompierii civili. Din 1918, a fost dezvoltat un automobil blindat, numit Fiat Terni, bazat pe șasiul camionului Fiat 15 Ter. Acesta a fost utilizat exclusiv în Libia, primind denumirea de Fiat Terni-Tripoli.
Șasiul camionului civil a fost utilizat și pentru realizarea autobuzelor și a vehiculelor de pompieri destinate pompierilor civili. Din 1918, a fost dezvoltat un automobil blindat bazat pe șasiul camionului Fiat 15 Ter. Acesta a fost utilizat exclusiv în Libia, primind denumirea de Fiat Terni-Tripoli.

## Tehnologie
Șasiul modelului Fiat 15 este montat pe roți cu patru spițe, atât pe puntea față, cât și pe cea spate. Motorul utilizat pe Fiat 15 este un motor pe benzină cu patru cilindri, Fiat Brevetti 15/20, cu o capacitate de 3.053 cm³, inovativ la vremea respectivă datorită prezenței unei pompe de combustibil în locul alimentării prin gravitație. Fiat 15 bis păstrează același motor, în timp ce Fiat 15 ter este echipat cu un motor mai puternic, Fiat 53A, cu o capacitate de 4.398 cm³ și roți cu disc de oțel
Șasiul modelului Fiat 15 este montat pe roți cu patru spițe, atât pe puntea față, cât și pe cea spate. Motorul utilizat pe Fiat 15 este un motor pe benzină cu patru cilindri, Fiat Brevetti 15/20, având o capacitate de 3.053 cm³ (186,3 cu in). La vremea respectivă, acest motor era considerat inovator datorită prezenței unei pompe de combustibil, care înlocuia alimentarea prin gravitație. Fiat 15 bis păstrează același motor, însă Fiat 15 Ter este echipat cu un motor mai puternic, Fiat 53A, având o capacitate de 4.398 cm³ (268,4 cu in) și roți cu disc de oțel.

## Utilizare militară

### Italia
Fiat 15 a reprezentat stâlpul central al primei motorizări a forțelor armate italiene, iar Armata Regală a achiziționat toate versiunile camionului în diverse configurații, inclusiv ambulanțe, ateliere mobile și mașini de pompieri. Alături de utilizarea sa ca mijloc logistic, Italia a fost prima țară care a folosit vehiculul motorizat direct în luptă.
Fiat 15 bis a servit drept bază pentru construirea automobilului blindat Fiat Arsenale, utilizat în Războiul Italo-Turc alături de vehicule Bianchi. După Marele Război, autobuzul Fiat-Terni Tripoli a fost produs pe șasiul Fiat 15 ter de către oțelăriile din Terni. În timpul campaniei, escadroanele au fost motorizate cu numeroase camioane Fiat 15 Ter, denumite la acea vreme „tancuri”, echipate cu plăci metalice blindate și înarmate cu trei mitraliere Schwarzlose, având un stoc de 15.000 de cartușe, și operate de o echipă de patru persoane.
În 1918, armata italiană dispunea de 8.206 camioane Fiat 15, dintre care 710 erau în versiune sanitară.

### Franța
În 1907, Ministerul de Război al Franței a decis să rezerve comenzile sale exclusiv producătorilor naționali. Totuși, in octombrie 1914, s-a constatat că producția națională nu putea satisface nevoile Armatei Franceze; în acel an, producătorii francezi au livrat doar 2.585 de vehicule. În consecință, guvernul francez a apelat la proiecte străine pentru a acoperi deficitul de vehicule necesare, iar camioanele Fiat 15 și Fiat 18 au fost furnizate de Fiat pentru a servi în Armata Franceză în timpul Primului Război Mondial.
O primă comandă pentru 500 de unități ale camionului Fiat 15 a fost plasată în decembrie 1914, urmată de o a doua comandă pentru 600 de vehicule în ianuarie 1915. Până la 30 iunie 1915, Armata Franceză dispunea de 635 de camioane Fiat 15 în serviciu. La 31 mai 1918, 839 de camioane erau alocate escadrelor de aviație.

### Alte țări
Fiat 15 Ter a fost utilizat de mai multe alte armate în timpul Primului Război Mondial. Regatul Unit a achiziționat 386 de camioane, în timp ce Statele Unite au primit doar 200 de unități, în ciuda unei comenzi inițiale de 4.000 de vehicule.
Un număr semnificativ de camioane a fost livrat și Rusiei; 1,319 camioane au fost asamblate la fabrica AMO din Moscova între 1917 și 1919, utilizând componente furnizate de Fiat. Fiat 15 Ter a fost apoi fabricat sub licență de AMO sub numele de AMO F-15, cu un total de 6.285 de camioane fabricate între 1924 și 1931.

## Caracteristici tehnice
| Model                                | Tip                                         | Ani de producție | Tip motor           | Cilindree (cm³)         | Putere        | PTC (în tone) |
| ------------------------------------ | ------------------------------------------- | ---------------- | ------------------- | ----------------------- | ------------- | ------------- |
| Fiat 15/20 HP Base "Brevetti Tipo 2" | Cadru                                       | 1909 - 1910      | Fiat Brevetti 15/20 | 3.053 cm3 (186,3 cu in) | 16 CP (12 kW) | 1,2           |
| Fiat Tipo 15                         | Șasiu, Autobuz                              | 1911 - 1912      | Fiat Brevetti 15/20 | 3.053 cm3 (186,3 cu in) | 20 CP (15 kW) | 2,5           |
| Fiat Tipo 15 bis                     | Camion, Șasiu, Autobuz, Ambulanță           | 1912 - 1913      | Fiat 15/20 HP       | 3.053 cm3 (186,3 cu in) | 20 CP (15 kW) | 3,1           |
| Fiat Tipo 15 Ter                     | Camion, Șasiu, Autobuz, Ambulanță           | 1913 - 1922      | Fiat 53A            | 4.398 cm3 (268,4 cu in) | 40 CP (30 kW) | 3,95          |
| Fiat Tipo 15 Ter - Militar           | Camion, Șasiu, Autobuz, Ambulanță           | 1913 - 1922      | Fiat 53A            | 4.398 cm3 (268,4 cu in) | 36 CP (27 kW) | 3,75          |
| AMO-ZIL F-15                         | Fabricat în Rusia sub licență (Fiat 15 Ter) | 1924 - 1931      | Fiat 53A            | 4.398 cm3 (268,4 cu in) | 40 CP (30 kW) | 4,0           |
| Fiat Bertone Tipo 15 Ter             | Autobuz                                     | 1921 - 1922      | Fiat 53A            | 4.398 cm3 (268,4 cu in) | 40 CP (30 kW) | 3,95          |
| Fiat 502F                            | Camion, șasiu                               | 1923 - 1926      | Fiat 101            | 1.460 cm3 (89 cu in)    | 23 CP (17 kW) | 2,07          |

Producția totală în Italia a modelelor Fiat 15 Bis și 15 Ter între 1911 și 1922 a fost de 26.714 unități. Nu există date referitoare la producția versiunii civile de bază 15.